# OMAR地雷博物馆
OMAR地雷博物馆位于阿富汗首都喀布尔，它收藏有近几年来使用在阿富汗的53种地雷中的51种。 藏品中包括使用在2002年美国入侵战斗中的未爆炸武器（unexploded ordnance）、集束炸弹和空投炸弹。
OMAR代表阿富汗复兴与地雷清除组织（Organization for Mine Clearance and Afghan Rehabilitation）。
因为安全的原因，博物馆不向临时的参观者开放，所有参观申请都必须通过OMAR的总部。
Shah Walie博士是博物馆的首要组织者之一。
除了地雷，博物馆还展示一些近十年使用在阿富汗战争中的其它军用器材，包括火炮、地对空导弹和前苏联军用飞机藏品。